# Jurij Dubko
Jurij Pawłowycz Dubko, ukr. Юрій Павлович Дубко, ros. Юрий Павлович Дубко, Jurij Pawłowicz Dubko (ur. 24 lutego 1963) – ukraiński piłkarz, grający na pozycji pomocnika, trener piłkarski.

## Kariera piłkarska
Wychowanek Szkoły Sportowej Krywbas Krzywy Róg. Pierwszy trener W.N.Jasznyk. W 1980 rozpoczął karierę piłkarską w drużynie rezerw Krywbasu Krzywy Róg. W 1988 został piłkarzem Tiekstilszczika Kamyszyn. W 1989 przeniósł się do Dinama Machaczkała. W 1991 został zaproszony do Podilla Chmielnicki. Latem 1994 przeszedł do Karpaty Mukaczewo, w którym zakończył karierę piłkarza w roku 1995.

## Kariera trenerska
Po zakończeniu kariery piłkarskiej rozpoczął pracę szkoleniowca. W sezonie 1998/99 prowadził drugą drużynę Krywbasu Krzywy Róg. Od sierpnia do końca 2000 pomagał Anatolijowi Zajajewu trenować Polissia Żytomierz. W sierpniu 2001 został mianowany na stanowisko głównego trenera klubu Frunzeneć-Liha-99 Sumy, którym kierował do maja 2002. Następnie poszukiwał talenty dla Obołoni Kijów. W październiku 2005 pełnił obowiązki głównego trenera Hirnyka Krzywy Róg.